# Le Roman d'Enid Blyton
Pour plus de détails, voir Fiche technique et Distribution.
Le Roman d'Enid Blyton (titre original : Enid) est un téléfilm britannique réalisé par James Hawes, diffusé en 2009 sur BBC Four.

## Synopsis
Évocation de la vie d'Enid Blyton, écrivaine britannique du XXe siècle.

## Fiche technique
- Titre : Le Roman d'Enid Blyton
- Réalisation : James Hawes
- Scénario : Lindsay Shapero et Shelagh Stephenson
- Production : Eleanor Moran, Lee Morris, Sally Woodward Gentle
- Production : BBC, Carnival Films
- Musique : Nicholas Hooper
- Photographie : Matt Gray
- Montage : Richard Cox
- Costumes : Joanne Hayes
- Pays d'origine :  Royaume-Uni
- Format : Couleurs - 1,85:1 - Dolby Digital - 35 mm
- Genre : Biographique
- Durée : 90 minutes
- Date de diffusion : 16 novembre 2009 sur BBC Four

## Distribution
- Helena Bonham Carter (VF : Laurence Bréheret) : Enid Blyton
- Matthew Macfadyen : Hugh Pollock
- Denis Lawson : Kenneth Waters
- Claire Rushbrook (VF : Natacha Muller) : Dorothy Richards
- Joseph Millson (en) (VF : Damien Ferrette) : Hanly Blyton
- Ramona Marquez (VF : Clara Quilichini) : Imogen Pollock
- Sinead Michael : Gillian
- Pooky Quesnel (VF : Danièle Douet) : Theresa Blyton
- Philip Wright : Thomas Blyton
- Lisa Diveney (VF : Maïa Michaud) : Enid (19 ans)
- Alexandra Brain : Enid (12 ans)
- Samuel Hilton : Hanly Blyton (8 ans)
- James Warner : Carey Blyton (4 ans)
- Eileen O'Higgins : Maid Maggie
- Gabrielle Reidy : Mrs Waters

## Production
Le film a été tourné à Londres et dans le Surrey. 